# Paronychie

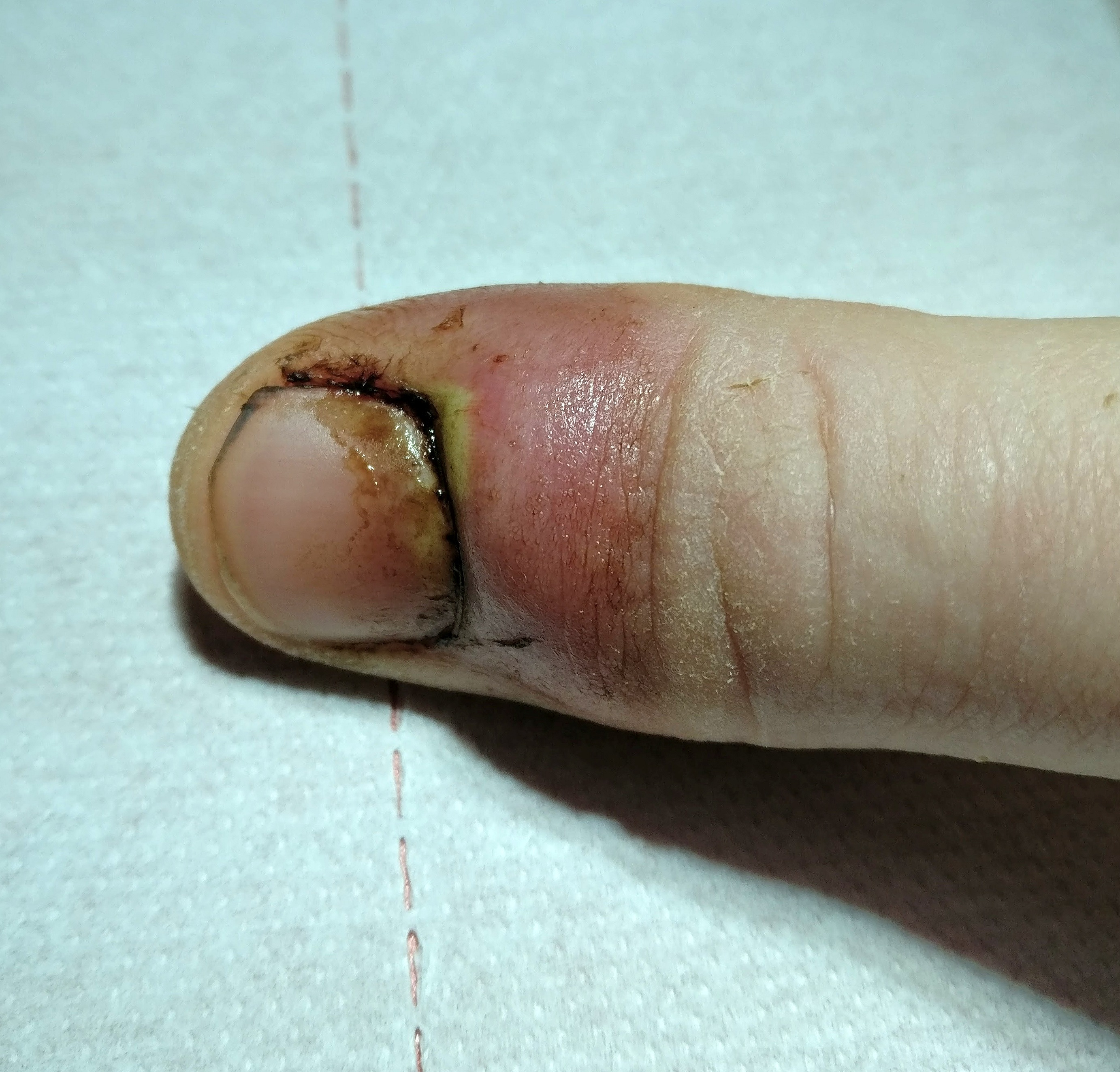
Fortgeschrittene Paronychie des Fingers (Daumen), die schwarze Substanz ist Zugsalbe

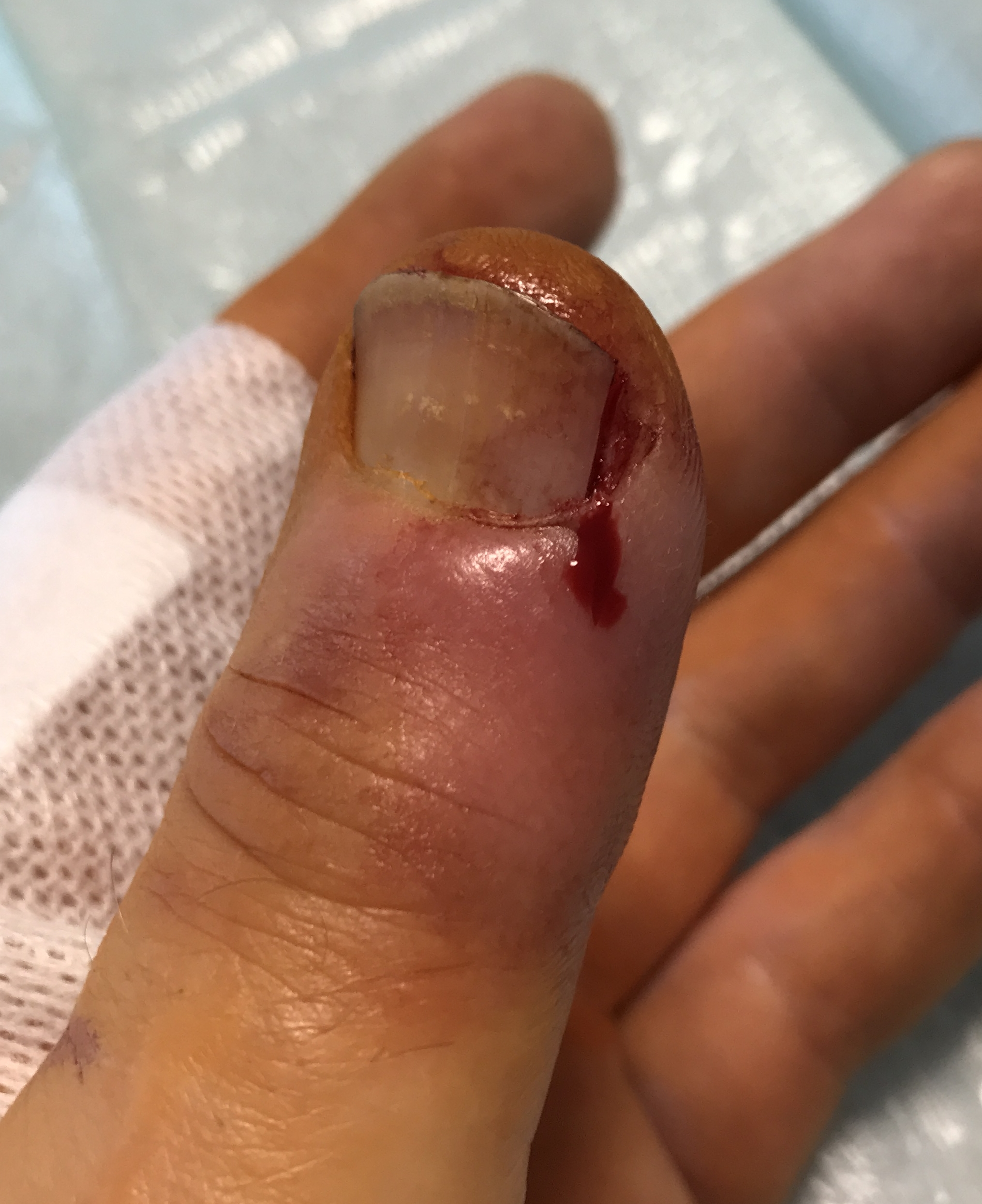
Inzision und Teilentfernung des Daumennagels nach Paronychie

Als Paronychie, Nagelbettentzündung oder Umlauf bezeichnet man in der medizinischen Fachsprache eine Entzündung des Nagelwalls. Als Ursachen kommen verschiedene Krankheitserreger in Frage. Ihnen voraus geht in der Regel eine – häufig sehr kleine – Verletzung des Nagelbetts z. B. durch einen zu stark gekürzten oder eingewachsenen Nagel, durch die Keime eindringen können.
Am häufigsten liegt eine Infektion mit Staphylokokken vor. Bei der Wanderung der Infektion in die Tiefe – allerdings sehr viel seltener als an der Beugeseite – kann ein Panaritium entstehen. Die Behandlung besteht in Entlasten der Infektion und Entfernung des für den Druckschmerz verantwortlichen Eiters. Hierzu kann antibakterielle und entzündungshemmende Salbe eingesetzt werden. Ergänzende Bäder mit Kernseife können die Heilung begünstigen. Bei Befall der Zehen wird die Heilung auch durch Verzicht auf festes Schuhwerk begünstigt, da Schweiß und Druck die Entzündung fördern.
Von Ärzten wird bei Eiteransammlung und Granulation an Zehen häufig eine Inzision vorgenommen. Dabei wird jedoch nicht nur das Gewebe durchtrennt, um ein Ablaufen des Eiters zu ermöglichen, sondern es werden auch Teile des Nagelbetts entfernt und geglättet, wodurch ein erneutes Einwachsen verhindert wird. Das Erscheinungsbild des betroffenen Zehs ändert sich erheblich (siehe auch Panaritium).
Eine Besiedlung des Nagelwalls mit Candida kann ursächlich sein. Die Behandlung erfolgt dann mit Antimykotika.
Ein syphilitischer Primäraffekt kann ebenfalls das Bild einer Paronychie ergeben.